# Vandeleuria nilagirica
Vandeleuria nilagirica är en gnagare i familjen råttdjur som förekommer i västra Indien i bergstrakten Västra Ghats. Den räknades tidvis som underart till Vandeleuria oleracea men godkänns numera oftast som självständig art.

## Utseende
Individerna når en kroppslängd (huvud och bål) av 5,5 till 8,5 cm, en svanslängd av 9 till 13 cm och en vikt omkring 10 g. Den mjuka pälsen kan vara brun, gråbrun eller rödbrun på ryggen och buken är alltid mera grå en hos Vandeleuria oleracea. Påfallande är den långa svansen som kan användas som gripverktyg och en motsättlig tå vid alla fötter. Extremiteterna är bara sparsamt täckt med hår.

## Utbredning och habitat
I Västra Ghats finns arten bara i två mindre områden som ligger 900 till 1200 meter över havet. Habitatet utgörs av städsegröna skogar och dessutom uppsöker djuret odlade områden.

## Ekologi
Vandeleuria nilagirica är huvudsakligen nattaktiv och den vistas främst i träd. På dagen vilar arten i trädens håligheter. Gnagaren äter frukter och unga växtskott. Fortplantningstiden ligger mellan oktober och februari och för ungarnas uppfostran byggs ett bo av gräs och löv som hämtas från marken. Boet placeras på en gren. Dräktigheten varar 20 till 30 dagar och sedan föds tre till fyra ungar. Livslängden är oftast bara ett år.

## Status och hot
Arten hotas främst av skogsavverkningar och den drabbas även av pesticider som används i fruktodlingar. I utbredningsområdet introduceras dessutom träd som är olämpligt för gnagaren. IUCN listar Vandeleuria nilagirica därför som starkt hotad (EN).